# Paris-Roubaix 1953
La 51e édition de la course cycliste Paris-Roubaix a eu lieu le 12 avril 1953 et a été remportée par le Belge Germain Derijcke.

## Classement final
|    | Cycliste         | Équipe               | Temps           |
| -- | ---------------- | -------------------- | --------------- |
| 1  | Germain Derijcke | Alcyon-Dunlop        | 5 h 39 min 19 s |
| 2  | Donato Piazza    | Bianchi-Pirelli      | + 0 s           |
| 3  | Wout Wagtmans    | Garin-Wolber         | + 0 s           |
| 4  | Louison Bobet    | Stella-Wolber-Dunlop | + 14 s          |
| 5  | Emile Baffert    | Mercier-Hutchinson   | + 14 s          |
| 6  | Roger Decock     | Bertin               | + 14 s          |
| 7  | Raymond Impanis  | Garin-Wolber         | + 14 s          |
| 8  | Désiré Keteleer  | Bianchi-Pirelli      | + 14 s          |
| 9  | Gilbert Bauvin   | Gitane-Hutchinson    | + 14 s          |
| 10 | Maurice Blomme   | Bertin               | + 14 s          |